# Discografia di Jeezy
Di seguito è riportata la discografia del rapper statunitense Jeezy.

## Album

### Sotto etichetta indipendente
- Thuggin' Under the Influence
  - Pubblicato: 2001
- Come Shop Wit' Me
  - Pubblicato: 14 ottobre 2003
  - Vendite: 50,000[1]

### Album in studio
- Let's Get It: Thug Motivation 101
  - Pubblicato: 26 luglio 2005
  - Posizione in classifica: 2 U.S.
  - RIAA certification: 2xPlatinum[2]
  - Vendite negli U.S.: 2 million[3][4]
- The Inspiration: Thug Motivation 102
  - Pubblicato: 12 dicembre 2006
  - Posizione in classifica: 1 U.S.
  - RIAA certification: Platinum[2]
  - Vendite negli U.S.: 1 million[5]
- The Recession
  - Verrà pubblicato: 2 settembre 2008
  - Posizione in classifica:
  - RIAA certification:[2]
  - Vendite negli U.S.:

### Mixtapes
- Tha Streets Iz Watchin
  - Pubblicato: 2005
  - Etichetta: Aphilliates Music Group/Corporate Thugz
  - Vendite negli U.S.: 200,000
- Hustle & Snow (con T.I.)
- Trap or Die
  - Pubblicato:10 novembre 2005
  - Etichetta: Aphilliates Music Group/Corporate Thugz
- Paid in Full (con T.I.)
- Self Motivation
- Best of Both Hoods (con Juelz Santana)
- Can't Ban the Snowman
  - Pubblicato: 30 maggio 2006
  - Etichetta: ABM/Corporate Thugz
  - Vendite negli U.S.: 40,263[6]
- Strait Outta A-Town (con i Boyz N Da Hood)
- DJ Flaco & Young Jeezy: Snowstorm, Part 1
- DJ Flaco & Young Jeezy: Snowstorm, Part 2
- I Am the Street Dream!
  - Pubblicato: 13 novembre 2006
  - Etichetta: ABM/Corporate Thugz
  - Vendite negli U.S.: 4,000[7]

### Collaborazioni
- Young Jeezy Presents USDA: Cold Summer
  - Pubblicato: 22 maggio 2007
  - Posizione in classifica: 4 U.S.
  - Vendite negli U.S.: 243,100[8]

## Singoli

### Solista
| Anno | Canzone                              | Posizione in classifica | Posizione in classifica | Posizione in classifica | Album                                |
| Anno | Canzone                              | U.S. Hot 100            | U.S. R&B                | U.S. Rap                | Album                                |
| ---- | ------------------------------------ | ----------------------- | ----------------------- | ----------------------- | ------------------------------------ |
| 2005 | "And Then What" (feat. Mannie Fresh) | 67                      | 14                      | 13                      | Let's Get It: Thug Motivation 101    |
| 2005 | "Soul Survivor"(feat. Akon)          | 4                       | 1                       | 1                       | Let's Get It: Thug Motivation 101    |
| 2005 | "Go Crazy [Remix]" (feat. Jay-Z)     | –                       | 22                      | 22                      | Let's Get It: Thug Motivation 101    |
| 2006 | "My Hood"                            | 77                      | 30                      | 19                      | Let's Get It: Thug Motivation 101    |
| 2006 | "Trap Star"                          | –                       | 50                      | –                       | Let's Get It: Thug Motivation 101    |
| 2006 | "Trap or Die"(feat. Bun B)           | –                       | 77                      | –                       | Let's Get It: Thug Motivation 101    |
| 2006 | "Over Here" (feat. Bun B)            | –                       |                         | –                       |                                      |
| 2007 | "I Luv It"                           | 14                      | 13                      | 7                       | The Inspiration: Thug Motivation 102 |
| 2007 | "Go Getta" (feat. R. Kelly)          | 18                      | 9                       | 3                       | The Inspiration: Thug Motivation 102 |
| 2007 | "Dreamin'" (feat. Keyshia Cole)      | –                       | 65                      | –                       | The Inspiration: Thug Motivation 102 |
| 2008 | "Put On" (feat. Kanye West)          | 12                      | 3                       | 1                       | The Recession                        |
| 2008 | "Vacation"                           | –                       | 6                       | –                       | The Recession                        |
| 2020 | "Back"                               |                         |                         |                         |                                      |

### Singoli nei quali ha duettato
| Anno | Canzone | Posizione in classifica | Posizione in classifica | Posizione in classifica | Album                                          |
| Anno | Canzone | U.S. Hot 100            | U.S. R&B                | U.S. Rap                | Album                                          |
| ---- | --- | ----------------------- | ----------------------- | ----------------------- | ---------------------------------------------- |
| 2005 | "Do the Damn Thang" - Fabolous (feat. Young Jeezy)                                                                             | -                       | -                       | -                       | Real Talk                                      |
| 2005 | "Icy" - Gucci Mane (feat. Boo, Young Jeezy)                                                                                    | -                       | 46                      | 23                      | Trap House                                     |
| 2005 | "Diamonds [Remix]" - Slim Thug (feat. Killa Kyleon, Slick Pulla, Young Jeezy)                                                  | -                       | 90                      | 32                      | Already Platinum                               |
| 2005 | "Get Throwed" - Bun B (feat. Pimp C, Z-Ro, Jay-Z, Young Jeezy)                                                                 | -                       | 49                      | 24                      | Trill                                          |
| 2006 | "Say I" - Christina Milian (feat. Young Jeezy)                                                                                 | 21                      | 13                      | -                       | So Amazin'                                     |
| 2006 | "Grew Up a Screw Up" - Ludacris (feat. Young Jeezy)                                                                            | -                       | 60                      | -                       | Release Therapy                                |
| 2007 | "Top Back [Remix]" - T.I. (feat. Young Dro, B.G., Big Kuntry King, Young Jeezy)                                                | 29                      | 13                      | 8                       | Grand Hustle Presents: In da Streetz, Volume 4 |
| 2007 | "Diamonds" - Fabolous (feat. Young Jeezy)                                                                                      | 83                      | 59                      | -                       | From Nothin' to Somethin'                      |
| 2007 | "I'm So Hood [Remix]" - DJ Khaled (feat. Young Jeezy, Ludacris, Busta Rhymes, Big Boi, Lil Wayne, Fat Joe, Birdman, Rick Ross) | 19                      | 9                       | 5\                      | We the Best                                    |
| 2007 | "5000 Ones" - DJ Drama (feat. Nelly, T.I., Yung Joc, Willie the Kid, Young Jeezy, Twista)                                      | -                       | 73                      | -                       | Gangsta Grillz: The Album                      |
| 2007 | "100 Million" - Birdman (feat. Rick Ross, Dre, Young Jeezy, & Lil Wayne)                                                       | TBR                     | TBR                     | TBR                     | Five Star Stunna                               |
| 2008 | "Love in This Club" - Usher (feat. Young Jeezy)                                                                                | 51                      | 15                      | -                       | Here I Stand                                   |

### Collaborazioni
| Anno | Canzone                           | Posizione in classifica | Posizione in classifica | Posizione in classifica | Album                                  |
| Anno | Canzone                           | U.S. Hot 100            | U.S. R&B                | U.S. Rap                | Album                                  |
| ---- | --------------------------------- | ----------------------- | ----------------------- | ----------------------- | -------------------------------------- |
| 2006 | "Dem Boyz" - By Boyz N da Hood    | 56                      | 15                      | 13                      | Boyz N da Hood                         |
| 2006 | "Felonies" - By Boyz N da Hood    | –                       | –                       | –                       | Boyz N da Hood                         |
| 2007 | "White Girl" - By U.S.D.A         | 116                     | 57                      | –                       | Young Jeezy Presents USDA: Cold Summer |
| 2007 | "Corporate Thuggin'" - By U.S.D.A | –                       | –                       | –                       | Young Jeezy Presents USDA: Cold Summer |